# Novelle
 Der er for få eller ingen kildehenvisninger i denne artikel, hvilket er et problem. Du kan hjælpe ved at angive troværdige kilder til de påstande, som fremføres i artiklen.

Novelle (italiensk novella: nyhed) er en kortere episk fortælling i prosaform, der normalt beskriver et enkelt handlingsforløb eller situation og ofte har en iøjnefaldende slutning. Den omhandler gerne selve vendepunktet i personernes liv (modsat fx romanen, der også kan handle om tiden før og efter), og der er typisk få personer. Desuden foregår den inden for kort tid. En novelle har ofte flashback. En novelle strækker sig ikke over så lang tid, ofte højst en dag.
I novellen er der som regel kun plads til én hovedhandling, som tager udspring i en væsentlig konfliktsituation. En novelle begynder tit in medias res – lige på og hårdt. En novelle skrives enten i 1. person (jeg) eller 3. person (han, hun, den). Man siger, at novellens handling typisk er "enstrenget". Forløbet er oftest kronologisk (fremadskridende i tid) uden detaljerede og længere tilbageblik i hovedpersonens fortid, og der er sædvanligvis kun få personer og miljøer i en novelle. Ofte har novellen en overraskende, men ikke ulogisk slutning. På grund af den korte form, er de bedste noveller oftere end romaner afhængige af litterære elementer som personskildring, handling, tema, sprog og baggrund.
Novellens eksistens opstod i årene omkring 1350, da Giovanni Boccaccio skrev sin novellesamling af 101 noveller. 
En novelle er bygget op af 3 elementer 1: Indledningen (Får et indblik i problemet) 2: Vendepunktet (Konflikt, novellen skifter drejning) 3: Ny situation (Konsekvensen af vendepunktet). Der er ikke nogen løsning på problemet eller handlingens konflikt, det er derfor op til den enkelte læser, selv at vurdere løsningen. 
Novellen er en kort historie typisk på 1 til 8 sider. Slutningen er oftest overraskende og åben. Novellen er mere realistisk end romanen, en novelle læner sig tit op ad virkeligheden, men er samtidig lidt overfladisk. Som læser får vi ikke så mange direkte informationer, det handler om at læse mellem linjerne og fortolke.
Novellen er opbygget sådan, at den starter med 1. En åbning, som ikke er en intro, men lige midt i historien. 2. Konflikten præsenteres.3. Vendepunktet lige før midten. 4. Klimaks lige efter midten. 5. Novellen slutter ofte med en overraskende eller åben slutning.